# Tàlau
Segons la mitologia grega, Tàlau (en grec antic Ταλαός) va ser un rei d'Argos, fill de Biant i de Pero, la filla de Neleu.
Va regnar en la part d'Argos que Pretos li havia atorgat al seu pare. Va prendre part en l'expedició dels argonautes.
Les tradicions discrepen sobre el nom de la dona de Tàlau. Segons uns va ser Lisímaca, de qui es diu que era filla del rei Abant. Per altres, la seva dona era Lisinassa, filla del rei Pòlib de Sició. De totes maneres, és conegut per ser el pare d'Adrast. També va engendrar Partenopeu, Mecisteu, Prònax i Erifile.